# D-MAC

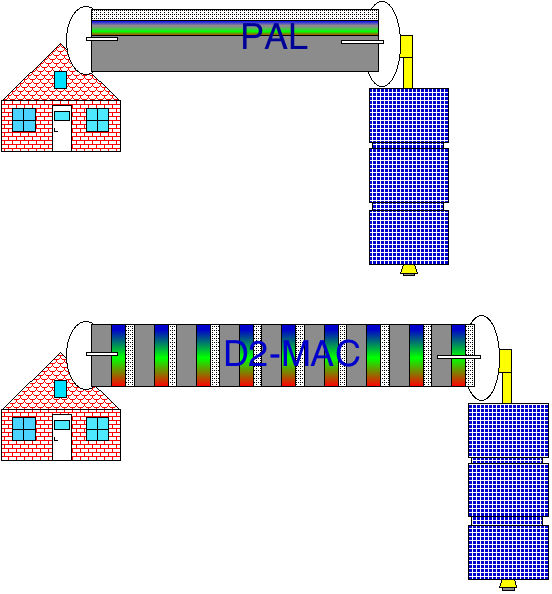
La trasmissione simultanea di tutti gli elementi dell'immagine in un sistema PAL a confronto con quella multiplata del D2-MAC.

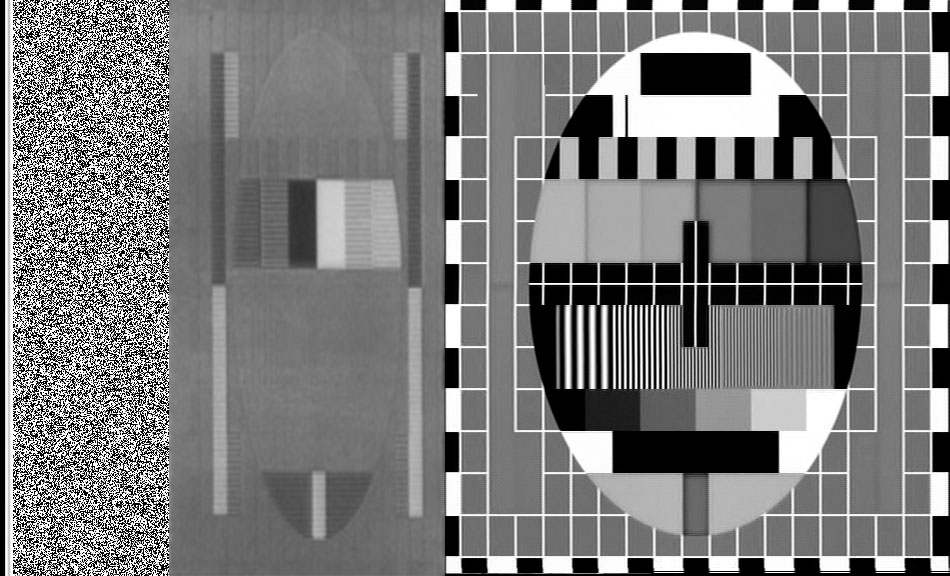
Simulazione di un segnale MAC. Da sinistra a destra: dati digitali, crominanza e luminanza.

Il D-MAC è un sistema di trasmissione televisiva, appartenente alla famiglia dei sistemi MAC. I componenti del segnale televisivo sono trasmessi separatamente tramite un processo di multiplazione (Multiplexed Analog Components).
In particolare, il D-MAC è una variante a larghezza di banda ridotta, concepita per la trasmissione via cavo.

## Aspetti tecnici
Il D-MAC prevede 625 linee e un rapporto d'aspetto di 16:9. Come in tutti i sistemi MAC, la luminanza e la crominanza sono trasmesse separatamente in senso temporale, piuttosto che simultaneamente su frequenze portanti diverse come accade nei sistemi PAL, SÉCAM e NTSC e nel video composito in banda base.
L'audio è trasmesso in forma digitale. È previsto l'uso di un sistema standard di codifica, l'EuroCrypt, un precursore del moderno DVB-CSA.
Nel D-MAC, i dati sono codificati bipolarmente con un datarate di 20,25 Mb/s, usando fasori di 0° e di ±90°. La larghezza di banda è di 8,4 MHz, molto ridotta rispetto ai 27 MHz del C-MAC, ma con problemi di compatibilità con le reti via cavo dell'Unione europea di radiodiffusione, che prevedono una spaziatura tra i canali di 7 MHz.

## Il D2-MAC: Evoluzione del D-MAC
Il D-MAC è stato utilizzato nel Regno Unito e in Scandinavia ma, per via dell'inefficiente occupazione di banda, è stato in seguito migliorato nel successivo D2-MAC per i paesi dell Europa Occidentale.